# 野依新池
野依新池（のよりしんいけ）は、大分県中津市野依に位置する池。2010年（平成22年）3月25日に農林水産省のため池百選に選定された。

## 概要
野依新池は、中津市東部や隣接する宇佐市の農業用水を溜める貯水池として造られた。野依新池の周囲は500m程であり、その周辺には農業用水を溜める貯水池が点在する。

## ベッコウトンボの生息地
野依新池は絶滅の危機にあるベッコウトンボが例外的に個体群が生息している数少ない池沼である。1990年代から生息が確認され始め、2000年の調査では1500匹のベッコウトンボが確認されている。そのための自然保護が成されており、中津市や環境保護団体によって定期的に環境保護が行われている。外来生物であるブラックバス、アメリカザリガニ等の放流は環境保護の観点から禁止されている。
なお、ベッコウトンボは環境省のレッドデータブックでは絶滅危惧I種に指定されており、捕獲することは種の保存法により禁止されており、違反した場合は1年以下の懲役又は100万円以下の罰金に処せられる。その他コバネアオイトンボなど、約50種類の生物が生息する。
現在は、「大分トンボの会」が中心となり、住民やボランティア等の協力により、トンボの産卵に必要な環境保全のために池や周辺の環境保全が行われている。

## アクセス
- 日豊本線今津駅から南3km。